# Martiniquetroepiaal
De Martiniquetroepiaal (Icterus bonana) is een zangvogel uit de familie Icteridae (troepialen).

## Verspreiding en leefgebied
Deze soort is endemisch op Martinique, een eiland in de Caraïbische Zee ten zuidoosten van de Dominicaanse Republiek.